# Казе Дјана (Фрозиноне)
Казе Дјана је насеље у Италији у округу Фрозиноне, региону Лацио.
Према процени из 2011. у насељу је живело 24 становника. Насеље се налази на надморској висини од 118 м.